# Kapelle St. Georg (Gryfice)

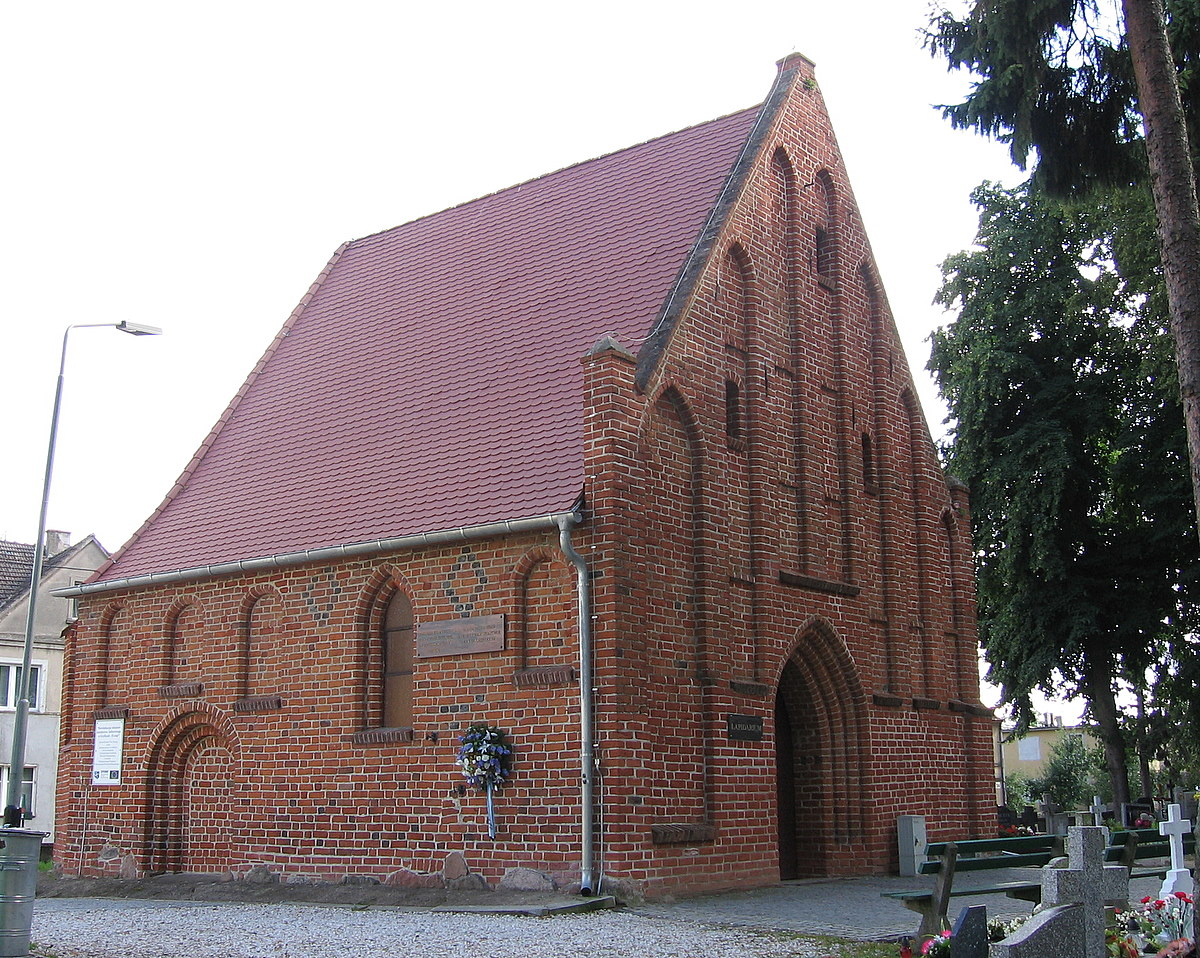
Gryfice, St. Georgskapelle

Die Kapelle St. Georg (polnisch Kaplica św. Jerzego) ist ein gotischer Backsteinbau in Gryfice (früher Greiffenberg) in Pommern.

## Geschichte
Von 1337 ist die älteste Erwähnung des St. Georgshospitals in Greiffenberg erhalten (wie auch des Heilig-Geist-Hospitals). Dieses lag vor dem Regator, an der Straße nach Kolberg. Es wurde wahrscheinlich ursprünglich zur Aufnahme von Personen mit ansteckenden Krankheiten gegründet und dann später in ein Armenhaus umgewandelt. Im 15. Jahrhundert wurde eine neue Kapelle erbaut, die bis heute erhalten ist.
Von 1598 ist eine Festlegung bekannt, dass beide Hospitäler nur jeweils 25 Prövener, das heißt, arme Insassen, die ein geringes Eintrittsgeld bezahlen mussten, aufnehmen konnten. Im St. Georgshospital durften auch Bauern aufgenommen werden, im Heilig-Geist-Hospital nur Bürger. Beide bestanden wahrscheinlich bis 1945 als Armenhäuser.
Danach wurde die St. Georgskapelle zeitweise nicht genutzt. In den 1960er-Jahren wurde sie wieder instand gesetzt und ist seitdem eine polnische katholische Friedhofskapelle.